# Big Coal
Gran Carbón: El Secreto Sucio Detrás del Futuro de la  Energía de América es un libro de Jeff Goodell que clama que el carbón minero es una de las industrias más grandes y más influyentes de América.  Goodell sugiere que el carbón minero es mortífero y ambientalmente destructivo.